# Diocesi di Metropoli di Pisidia
La diocesi di Metropoli di Pisidia (in latino Dioecesis Metropolitana in Pisidia) è una sede soppressa e sede titolare della Chiesa cattolica.

## Storia
Metropoli di Pisidia, identificabile con Nemrik Mezarlïk nell'odierna Turchia, è un'antica sede episcopale della provincia romana della Pisidia nella diocesi civile di Asia. Faceva parte del patriarcato di Costantinopoli ed era suffraganea dell'arcidiocesi di Antiochia.
La diocesi è documentata nelle Notitiae Episcopatuum del patriarcato di Costantinopoli fino al XII secolo.
Le Quien attribuisce a questa diocesi cinque vescovi. Policarpo prese parte al primo concilio ecumenico celebrato a Nicea nel 325.  Eustazio partecipò al primo concilio di Costantinopoli nel 381. Ortizio intervenne al concilio di Calcedonia nel 451. Menofilo sottoscrisse nel 458 la lettera dei vescovi della Pisidia all'imperatore Leone I dopo la morte del patriarca Proterio di Alessandria. Nel 518 il vescovo Giovanni sottoscrisse una lettera sinodale contro Severo di Antiochia e il partito monofisita.
Dal 1933 Metropoli di Pisidia è annoverata tra le sedi vescovili titolari della Chiesa cattolica; il titolo finora non è mai stato assegnato.

## Cronotassi dei vescovi greci
- Policarpo † (menzionato nel 325)
- Eustazio † (menzionato nel 381)
- Ortizio † (menzionato nel 451)
- Menofilo † (menzionato nel 458)
- Giovanni † (menzionato nel 518)